# Kenworthy
Kenworthy (Кенворті) — з 1919 року американський виробник автомобілів. Штаб-квартира розташована в місті Мішавака, штат Індіана. У 1921 році компанія припинила виробництво автомобілів.

## Клойд Кенворті. Заснування компанії
Клойд Кенуорті мав свій бізнес, він продавав в Манхеттені електромобілі фірми Rauch & Lang, в 1915 році він знайомиться з інженером Карлом Мартіном і ще з одним бізнесменом з Огайо — Барлі, разом вони засновують фірму Barley Motor Car Co, головним конструктором був Мартін, який до того ж був фанатом «Роллс-Ройс», і прикріпив на автомобілі, які вони виробляли, марки Roamer, копію решітки радіатора «Роллса». В жовтні 1919 року Кенуорті і Мартін йдуть з фірми, і Клойд через місяць засновує свою особисту компанію — Kenworthy.

## Початок виробництва автомобілів
В січні 1920 року з'явилися перші автомобілі, дизайн яких намалював Мартін, тому взагалі не дивно, що знову решітка радіатора практично ідентична «Роллс-Ройсам», від автомобілів марки Roamer їх відрізняли лобові стекла, на «Бродязі» (так перекладається «Роамер») були V-подібні стекла, на «Кенуорті» — плоске вікно.
Спочатку на автомобілі цієї марки ставилися покупні мотори, спочатку — 4-циліндрові, об'ємом 4.9 л і потужністю 90 сил, від фірми Duesenberg, і 6-циліндрові Continental, об'ємом 5.0 л і потужністю в 70 сил, автомобілі несли індекси 4-80 і 6-55 відповідно.
Причому 4-циліндрова модель була дорожчою, і оснащувалася гідравлічними гальмами всіх коліс.
Вся техніка була покупна: стартер і електричне освітлення закуповувалося у фірми Westinghouse, система запалювання — у Bosch, зчеплення поставляла фірма Brown-Lipe, а осі і диференціал — Columbia.
Як додаткове обладнання цих дуже недешевих автомобілів значилися: штамповані колеса, два прожектори (дальнє світло) і насос для підкачки шин.
В грудні 1920 року Кенворті представив автомобіль з рядною 8-ю під капотом, випередивши братів Дюзенберг, їхні автомобілі з рядною вісімкою пішли тільки в 1921 році.
Мотор мав верхній розподільчий вал, верхні клапани і об'єм у 4.6 л, він розвивав потужність близько 100 сил.

## Припинення виробництва автомобілів. Закриття компанії
Однак у серпні 1921 року підприємство Клойда Кенуорті оголосило себе банкрутом, за 1920 рік він зумів продати 143 автомобіля, за 8 місяців 1921 року — вдвічі менше, а саме — 71 машину. Сьогодні відома тільки одна збережена машина, та й та з 4-циліндровим мотором фірми «Дюзенберг».

## Список автомобілів Kenworthy
- 1920 — Kenworthy 4-80
  - Kenworthy 6-55
  - Kenworthy 8-90